# 米萊尼厄姆 (北卡羅萊納州)
米萊尼厄姆（英語：Millenium）是位於美國北卡羅萊納州赫德福德縣的非建制地區。

## 地理
米萊尼厄姆所處的海拔為高於海平面19米（即62英呎），而該地所採用的時區為UTC-5，即北美东部时区（EST）。同時該地設有夏令時間，為UTC-5調快一小時，即UTC-4（EDT）。